# Pachylister reflexilabris
Pachylister reflexilabris är en skalbaggsart som först beskrevs av Sylvain Auguste de Marseul 1854.  Pachylister reflexilabris ingår i släktet Pachylister och familjen stumpbaggar. Inga underarter finns listade i Catalogue of Life.